# Sojuz TMA-13

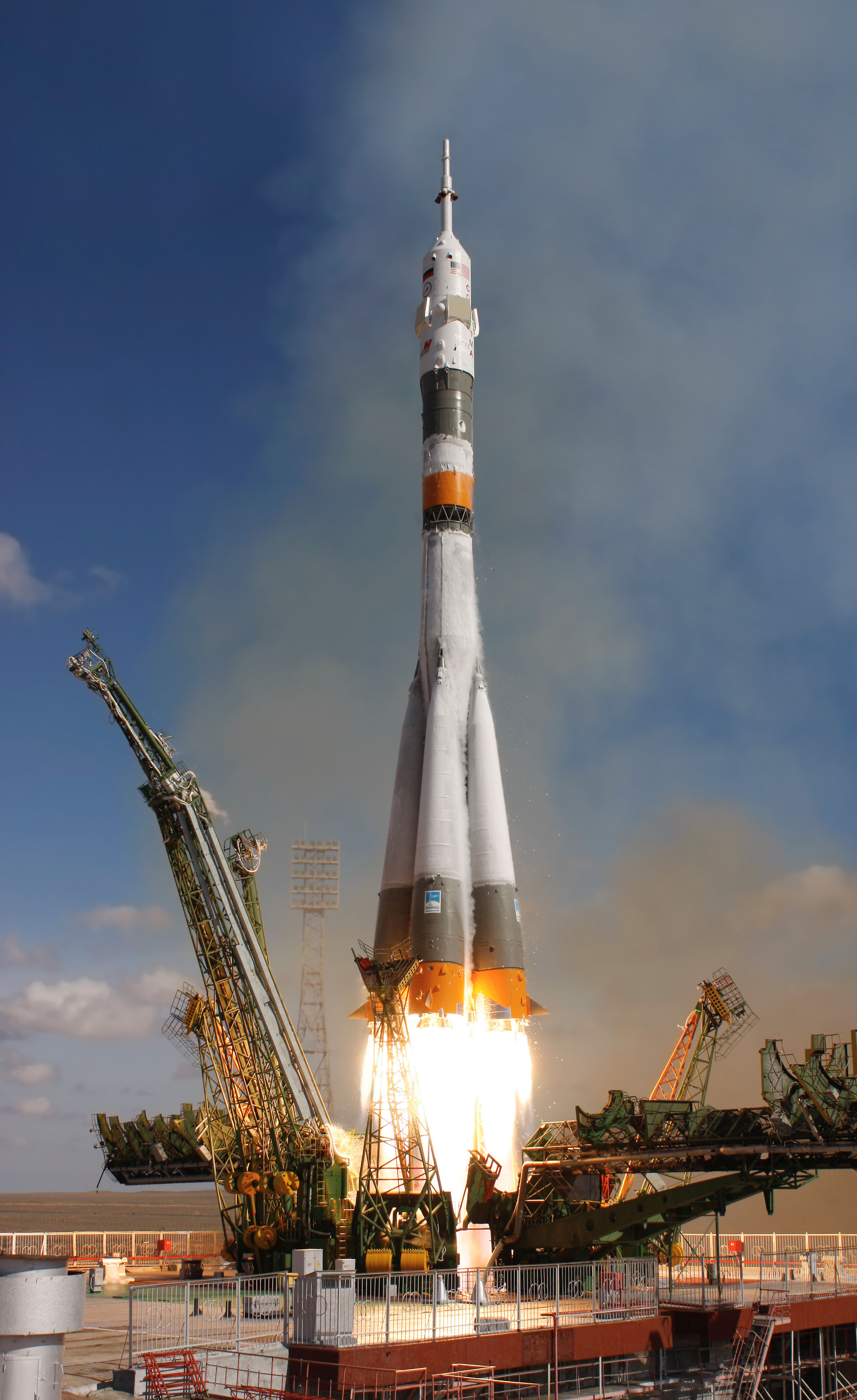
Rakieta Sojuz-FG wynosząca statek kosmiczny Sojuz TMA-13 z dowódcą Ekspedycji 18 Michaelem Fincke, inżynierem pokładowym Jurijem Łonczakowem oraz turystą kosmicznym Richardem Garriottem startująca z kosmodromu Bajkonur 12 października 2008 roku

Sojuz TMA-13 – załogowy lot kosmiczny rosyjskiego statku Sojuz TMA z 18. stałą załogą Międzynarodowej Stacji Kosmicznej (ISS).

## Przebieg lotu
- 10 października 2008 – wyjazd na platformę startową.
- 12 października 07:01:33 UTC – start z kosmodromu Bajkonur.
- 14 października 08:26:14 UTC – połączenie z ISS poprzez moduł Zwiezda.
- 24 października 00:16:18 – odłączenie Sojuza TMA-12.
- 23 grudnia – EVA-1 (Łonczakow, Fincke)
- 10 marca 2009 – EVA-2 (Łonczakow, Fincke)
- 8 kwietnia 02:55:25 UTC – odłączenie od ISS.
- 8 kwietnia 07:15:10 UTC – lądowanie w Kazachstanie.